# 東経47度線
東経47度線（とうけい47どせん）は、本初子午線面から東へ47度の角度を成す経線である。北極点から北極海、ヨーロッパ、アジア、アフリカ、インド洋、南極海、南極大陸を通過して南極点までを結ぶ。東経47度線は、西経133度線と共に大円を形成する。

## 通過する地域一覧
東経47度線は、北極点から南極点まで南に向かって以下の場所を通っている。
| 地理座標                                             | 国土・領土・領海 | 備考                                                      |
| ---------------------------------------------------- | ---------------- | --------------------------------------------------------- |
| 北緯90度0分 東経47度0分 / 北緯90.000度 東経47.000度  | 北極海           |                                                           |
| 北緯80度46分 東経47度0分 / 北緯80.767度 東経47.000度 | ロシア           | ゼムリャ・アレクサンドラ（ゼムリャフランツァヨシファ）    |
| 北緯80度35分 東経47度0分 / 北緯80.583度 東経47.000度 | バレンツ海       | ケンブリッジ海峡（英語版）                                |
| 北緯80度21分 東経47度0分 / 北緯80.350度 東経47.000度 | ロシア           | ゼムリャ・ゲオルグ（ゼムリャフランツァヨシファ）          |
| 北緯80度10分 東経47度0分 / 北緯80.167度 東経47.000度 | バレンツ海       |                                                           |
| 北緯66度51分 東経47度0分 / 北緯66.850度 東経47.000度 | ロシア           |                                                           |
| 北緯49度52分 東経47度0分 / 北緯49.867度 東経47.000度 | カザフスタン     |                                                           |
| 北緯49度13分 東経47度0分 / 北緯49.217度 東経47.000度 | ロシア           | 約18km                                                    |
| 北緯49度3分 東経47度0分 / 北緯49.050度 東経47.000度  | カザフスタン     |                                                           |
| 北緯48度16分 東経47度0分 / 北緯48.267度 東経47.000度 | ロシア           |                                                           |
| 北緯44度48分 東経47度0分 / 北緯44.800度 東経47.000度 | カスピ海         | キズリャル湾（英語版）                                    |
| 北緯44度21分 東経47度0分 / 北緯44.350度 東経47.000度 | ロシア           |                                                           |
| 北緯41度34分 東経47度0分 / 北緯41.567度 東経47.000度 | アゼルバイジャン | ナゴルノ・カラバフを通過                                  |
| 北緯39度10分 東経47度0分 / 北緯39.167度 東経47.000度 | イラン           |                                                           |
| 北緯32度34分 東経47度0分 / 北緯32.567度 東経47.000度 | イラク           |                                                           |
| 北緯29度41分 東経47度0分 / 北緯29.683度 東経47.000度 | クウェート       |                                                           |
| 北緯29度3分 東経47度0分 / 北緯29.050度 東経47.000度  | サウジアラビア   | リヤドのすぐ東を通過                                      |
| 北緯16度55分 東経47度0分 / 北緯16.917度 東経47.000度 | イエメン         |                                                           |
| 北緯13度33分 東経47度0分 / 北緯13.550度 東経47.000度 | インド洋         | アデン湾                                                  |
| 北緯10度56分 東経47度0分 / 北緯10.933度 東経47.000度 | ソマリア         | ソマリランド                                              |
| 北緯8度0分 東経47度0分 / 北緯8.000度 東経47.000度    | エチオピア       |                                                           |
| 北緯6度59分 東経47度0分 / 北緯6.983度 東経47.000度   | ソマリア         |                                                           |
| 北緯3度26分 東経47度0分 / 北緯3.433度 東経47.000度   | インド洋         | グロリオソ諸島（ フランス領南方・南極地域）のすぐ西を通過 |
| 南緯15度18分 東経47度0分 / 南緯15.300度 東経47.000度 | マダガスカル     |                                                           |
| 南緯25度2分 東経47度0分 / 南緯25.033度 東経47.000度  | インド洋         |                                                           |
| 南緯60度0分 東経47度0分 / 南緯60.000度 東経47.000度  | 南極海           |                                                           |
| 南緯67度17分 東経47度0分 / 南緯67.283度 東経47.000度 | 南極大陸         | オーストラリア南極領土（ オーストラリアが領有権主張）     |